# Население Монако

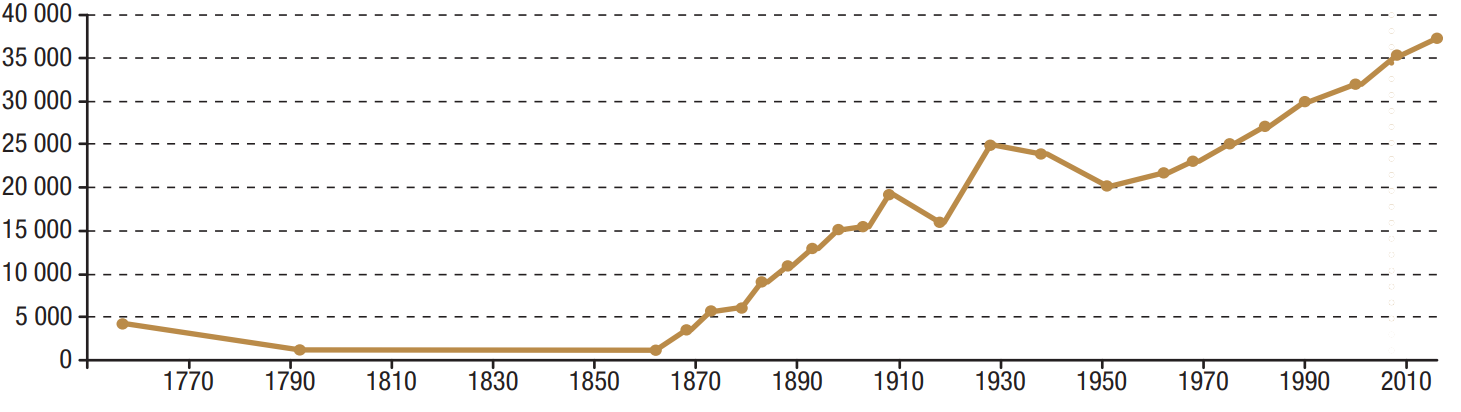
Население Монако в 1757—2016

Население Монако составляет 38 300 человек (2019). Страна занимает первое место в мире по плотности населения. Трудоспособное население составляет 62 % от общего числа жителей. По состоянию на 2020 года, по данным всемирной книги фактов ЦРУ, население Монако имеет самый высокий средний возраст среди населения всех стран мира — 55,4 года и является самым престарелым в мире. По состоянию на 2020 год 35,15% населения Монако было старше 65 лет. По состоянию на 2019 год, по оценкам ООН, в Монако проживало 26 511 иммигрантов и их потомков, или 68% населения страны.
В стране наблюдается отрицательный уровень естественного прироста населения (-3,38 человек на 1000 жителей). Однако, с учётом иммиграции, коэффициент прироста населения составляет 0,44 % (2004).
Женское население несколько больше мужского. Коэффициент отношения количества мужчин к количеству женщин составляет 0.91 (2004).
В национальном составе (2008) преобладают: французы (28,24 %); далее следуют коренные жители — монегаски (21,50 %) и итальянцы (18,57 %). Оставшиеся 31,69 % жителей являются представителями 125 национальностей.
Официальный язык — французский; также широко распространены английский, итальянский и монегасский языки.
90 % населения — католики. Согласно конституции католицизм является официальной религией; в то же время, провозглашена свобода вероисповедания.

## Национальный состав

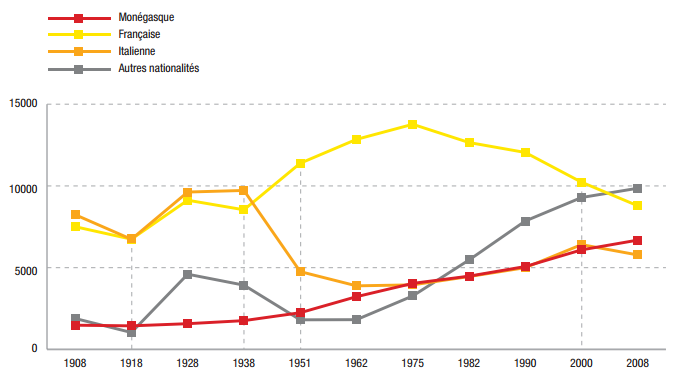
Население Монако в 1908—2008 (по гражданству)

В национальном составе (2008) преобладают: французы (28,24 %); далее следуют коренные жители — монегаски (21,50 %), итальянцы (18,57 %) и англичане (7,50 %). Оставшиеся 24,19% жителей являются представителями 125 национальностей.
По результатам переписи 2008 года среди населения княжества было выявлено 144 национальности. Подавляющая часть населения имеет гражданство стран Европейского союза и стран Европы (92,19 %).

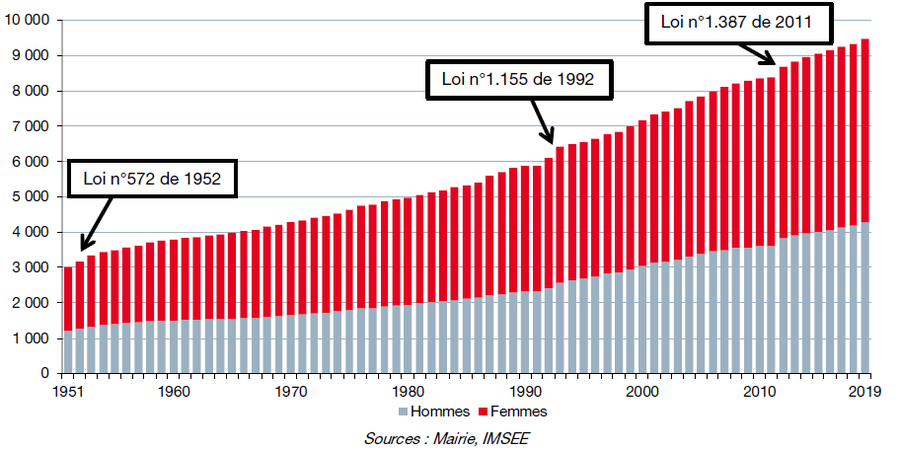
Динамика численности монегасков в 1951—2019

Численность монегасков по годам (на 31 декабря).
| Год       | 1951 | 1960 | 1970 | 1980 | 1990 | 1995 | 2000 | 2005 | 2010 |
| --------- | ---- | ---- | ---- | ---- | ---- | ---- | ---- | ---- | ---- |
| Монегаски | 3004 | 3787 | 4289 | 4974 | 5863 | 6555 | 7175 | 7842 | 8346 |
| Год       | 2015 | 2019 |      |      |      |      |      |      |      |
| Монегаски | 9050 | 9486 |      |      |      |      |      |      |      |

### Перепись 2016 года
Национальный состав Монако по данным переписи 2008 и 2016 года.
| Национальность | 2008   | 2016   | Доля 2016 (%) |
| -------------- | ------ | ------ | ------------- |
| Монегаски      | 6 687  | 8 378  | 22,46%        |
| Французы       | 8 785  | 9 286  | 24,89%        |
| Итальянцы      | 5 778  | 8 172  | 21,90%        |
| Британцы       | 2 334  | 2 795  | 7,49%         |
| Швейцарцы      | 855    | 1 187  | 3,18%         |
| Бельгийцы      | 783    | 1 073  | 2,88%         |
| Немцы          | 783    | 907    | 2,43%         |
| Русские        | 107    | 749    | 2,01%         |
| Датчане        | 165    | 555    | 1,49%         |
| Португальцы    | 480    | 523    | 1,40%         |
| Другие         | 8595   | 3 683  | 9,87%         |
| Итого          | 35 352 | 37 308 | 100           |

## Население Монако
| Оценки численности населения в 19-м веке | Оценки численности населения в 19-м веке | Оценки численности населения в 19-м веке | Оценки численности населения в 19-м веке | Оценки численности населения в 19-м веке | Оценки численности населения в 19-м веке | Оценки численности населения в 19-м веке | Оценки численности населения в 19-м веке | Оценки численности населения в 19-м веке | Оценки численности населения в 19-м веке |
| 1757                                     | 1792                                     | 1861                                     | 1868                                     | 1873                                     | 1878                                     | 1883                                     | 1888                                     | 1893                                     | 1898                                     |
| ---------------------------------------- | ---------------------------------------- | ---------------------------------------- | ---------------------------------------- | ---------------------------------------- | ---------------------------------------- | ---------------------------------------- | ---------------------------------------- | ---------------------------------------- | ---------------------------------------- |
| 4230                                     | ↘1192                                    | ↗1200                                    | ↗3443                                    | ↗5741                                    | ↗6049                                    | ↗9108                                    | ↗10 864                                  | ↗13 001                                  | ↗15 102                                  |

| Оценки численности населения в 20-м веке | Оценки численности населения в 20-м веке | Оценки численности населения в 20-м веке | Оценки численности населения в 20-м веке | Оценки численности населения в 20-м веке | Оценки численности населения в 20-м веке | Оценки численности населения в 20-м веке | Оценки численности населения в 20-м веке | Оценки численности населения в 20-м веке | Оценки численности населения в 20-м веке | Оценки численности населения в 20-м веке | Оценки численности населения в 20-м веке |
| 1903                                     | 1908                                     | 1918                                     | 1928                                     | 1938                                     | 1951                                     | 1962                                     | 1968                                     | 1975                                     | 1982                                     | 1990                                     | 2000                                     |
| ---------------------------------------- | ---------------------------------------- | ---------------------------------------- | ---------------------------------------- | ---------------------------------------- | ---------------------------------------- | ---------------------------------------- | ---------------------------------------- | ---------------------------------------- | ---------------------------------------- | ---------------------------------------- | ---------------------------------------- |
| 15 543                                   | ↗19 121                                  | ↘15 960                                  | ↗24 927                                  | ↘23 956                                  | ↘20 202                                  | ↗21 783                                  | ↗23 035                                  | ↗25 029                                  | ↗27 063                                  | ↗29 972                                  | ↗32 020                                  |

| Оценки численности населения в 21-м веке по годам (на 31 декабря) | Оценки численности населения в 21-м веке по годам (на 31 декабря) | Оценки численности населения в 21-м веке по годам (на 31 декабря) | Оценки численности населения в 21-м веке по годам (на 31 декабря) | Оценки численности населения в 21-м веке по годам (на 31 декабря) | Оценки численности населения в 21-м веке по годам (на 31 декабря) | Оценки численности населения в 21-м веке по годам (на 31 декабря) | Оценки численности населения в 21-м веке по годам (на 31 декабря) | Оценки численности населения в 21-м веке по годам (на 31 декабря) | Оценки численности населения в 21-м веке по годам (на 31 декабря) |
| 2000                                                              | 2008                                                              | 2009                                                              | 2010                                                              | 2011                                                              | 2012                                                              | 2013                                                              | 2014                                                              | 2015                                                              | 2016                                                              |
| ----------------------------------------------------------------- | ----------------------------------------------------------------- | ----------------------------------------------------------------- | ----------------------------------------------------------------- | ----------------------------------------------------------------- | ----------------------------------------------------------------- | ----------------------------------------------------------------- | ----------------------------------------------------------------- | ----------------------------------------------------------------- | ----------------------------------------------------------------- |
| 32 020                                                            | ↗35 352                                                           | ↗35 405                                                           | ↘35 367                                                           | ↗35 629                                                           | ↗36 136                                                           | ↗36 950                                                           | ↗37 600                                                           | ↗38 200                                                           | ↘37 550                                                           |
| 2017                                                              | 2018                                                              | 2019                                                              |                                                                   |                                                                   |                                                                   |                                                                   |                                                                   |                                                                   |                                                                   |
| ↗38 300                                                           | →38 300                                                           | ↘38 100                                                           |                                                                   |                                                                   |                                                                   |                                                                   |                                                                   |                                                                   |                                                                   |

Данные переписей населения:
| 1975   | 1982     | 1990     | 2000     | 09.VI.2008 | 07.VI.2016 |
| ------ | -------- | -------- | -------- | ---------- | ---------- |
| 25 029 | ↗ 27 063 | ↗ 29 972 | ↗ 32 020 | ↗ 35 352   | ↗ 37 308   |

### Возрастная структура населения

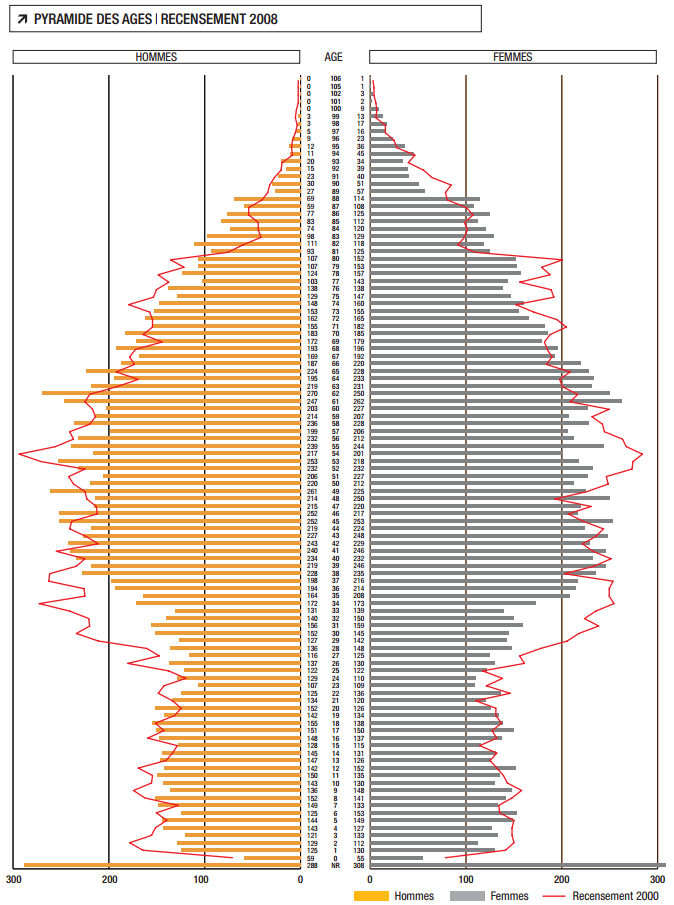
Возрастно-половая пирамида Монако 2008

Самая большая возрастная группа в Княжестве включает в себя лиц в возрасте от 45 до 64 
лет, представляет собой 29,35% населения. Число лиц в возрасте от 65 лет и старше растёт постоянно с 1975 года. Доля женщин в переписи населения уменьшается регулярно в течение более двадцати лет. Тем не менее, большинство население по-прежнему состоит из особей женского пола. Мужчины преобладают в разделе 0-24 лет, в то же время как женское население значительно среди лиц старше 65 лет.

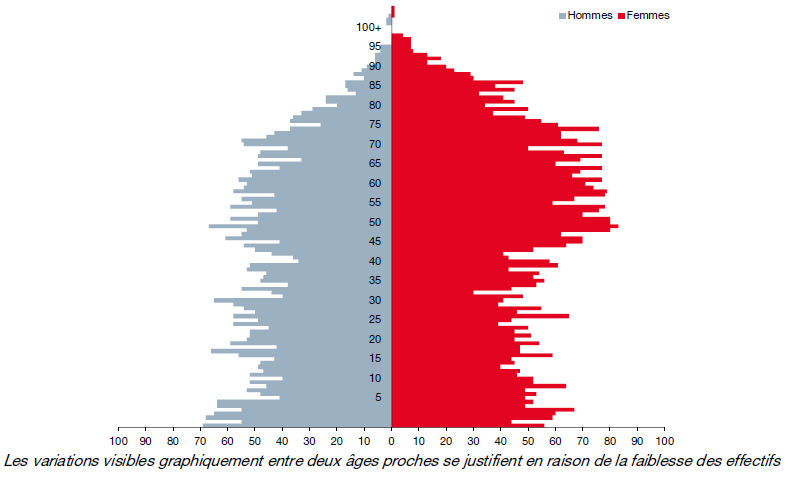
Возрастная пирамида монегасков 31 декабря 2019 год

Возрастно-половой состав населения Монако по данным переписям (в процентах):
- 0—14 лет — 14.8 %
- 15—64 лет — 62.4 %
- старше 65 лет — 22.8 %

Средний возраст 45,5 лет. Мужчины — 43,5 лет, женщины — 47,5 лет.

### Естественное движение

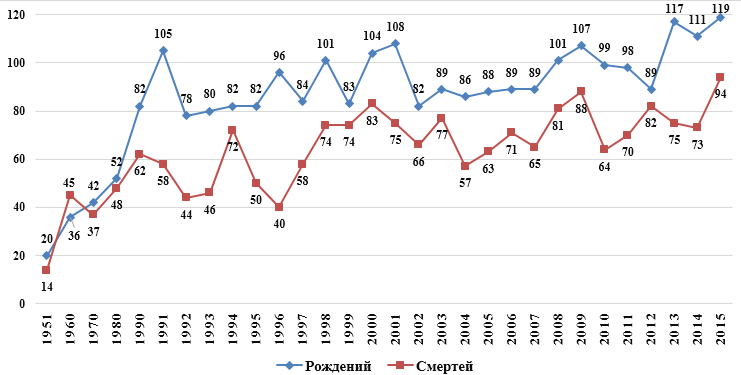
Естественное движение монегасков 1951-2015

За последние 14 лет, естественный прирост в сумме равен почти нулю.

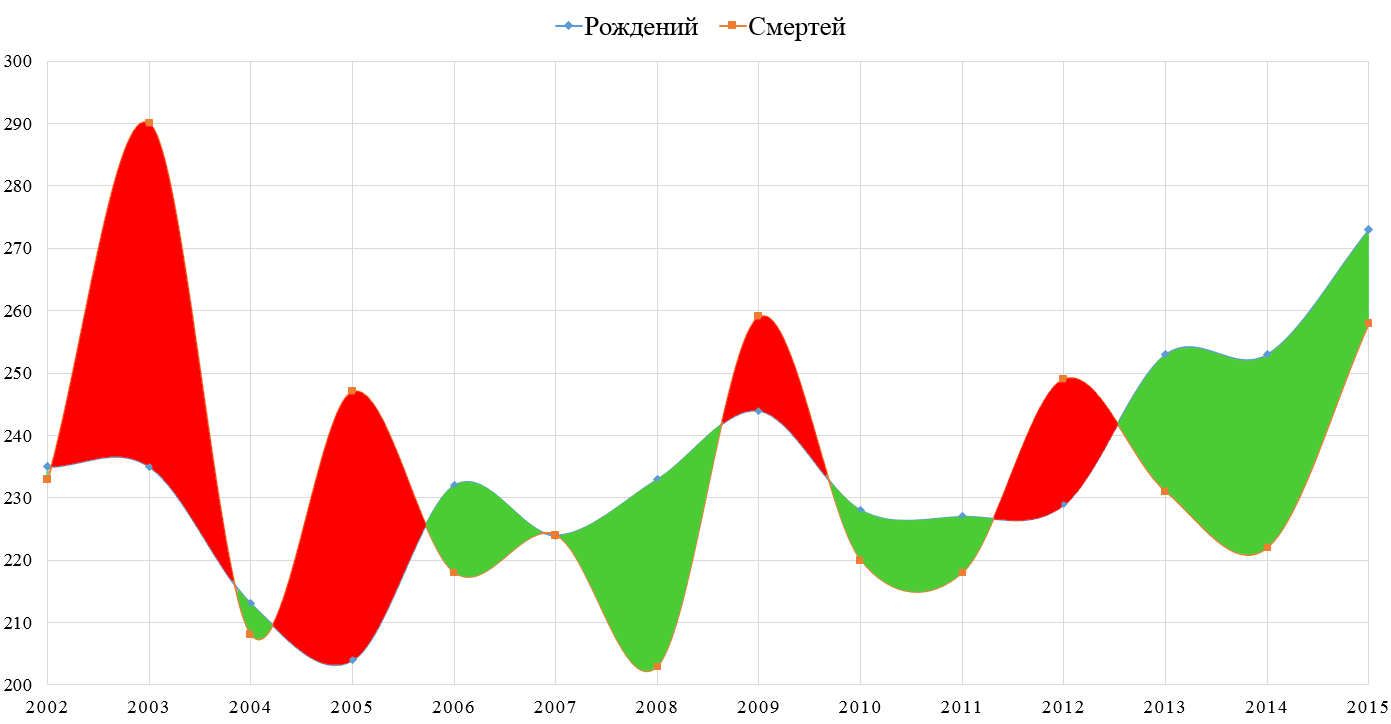
Естественное движение Монако 2002-2015

За 2014 год показатели рождаемости 6,59‰, смертность 5,78‰, естественный прирост 0,81%.
В 2015 году родилось на 7,91% больше чем за 2014 год, сильнее рост был только в 2006 году когда число рождений было на 13,73% больше чем в 2005 году. Число смертей за 2015 год тоже выросло на 16,22%.
Естественное движение Монако:
Естественное движение монегасков

### Коэффициент фертильности
1.75 рожденных детей/женщину 

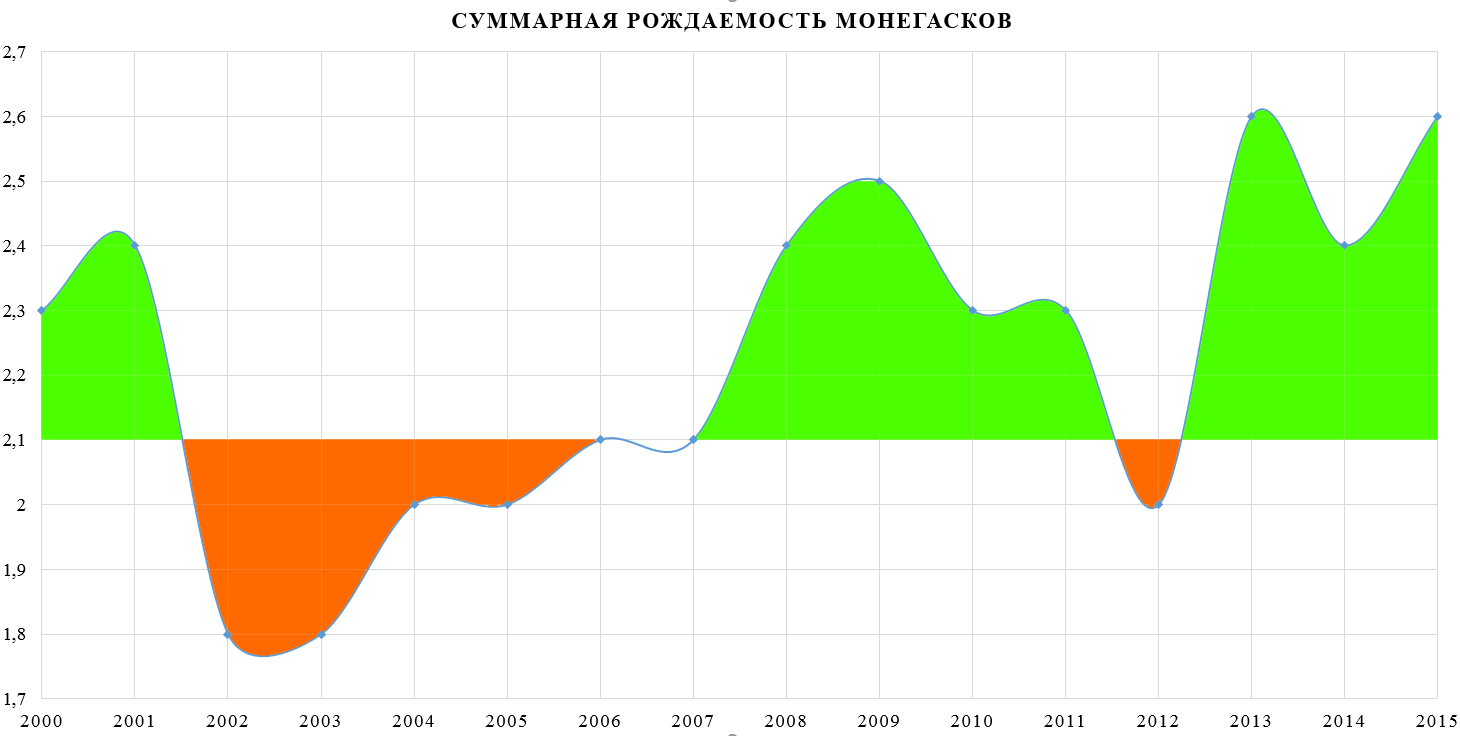
СКР монегасков 2000-2015

Суммарный коэффициент рождаемости, детей на 1 женщину монегасков.
Для поддержания стабильного уровня населения коэффициент рождаемости должен быть не меньше 2,1 ребенка на 1 женщину.
Средний возраст матерей рождающих детей 32,1 года (2016)

### Детская смертность (2008)
- 5,18 на 1000 рождённых;
- мальчики — 6 на 1000 рождённых;
- девочки — 4,33 на 1000 рождённых;

### Ожидаемая продолжительность жизни (2023)
Монако занимает первое место в мире по ожидаемой продолжительности жизни, как по общей, так для мужчин и для женщин:
- Общая — 89,6 лет
- Мужчины — 85,8 лет
- Женщины — 93,6 года

Ожидаемая продолжительность жизни при рождении в 2013-2015 годах оставалась стабильной на уровне 85,0 лет (82,1 лет для мужчин и 88,2 лет для женщин). В 2016 году общая продолжительность жизни выросла до 85,4 года.

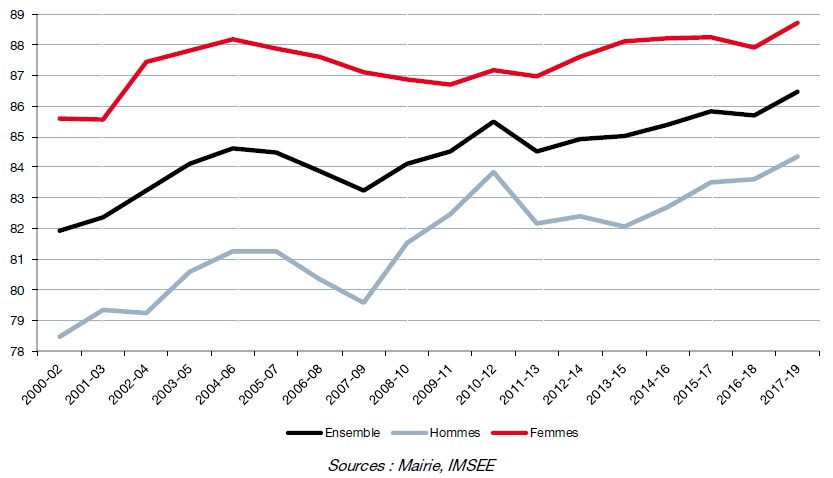
Средняя продолжительность жизни в Монако

### Грамотность населения (2003 год)
- общая — 99 %
- мужчины — 99 %
- женщины — 99 %

### Религиозный состав
- христиане — 86 % (в том числе католики — 82 % и протестанты 3,5 %)
- иудеи — 1,7 %
- мусульмане — 0,4 %
- бахаи — 0,2 %
- не религиозные — 11,7 %